# 有馬光隆
有馬 光隆（ありま みつたか）は、江戸時代中期の伊勢国西条藩の世嗣。通称は主計。

## 生涯
播磨国林田藩4代藩主・建部政周の十一男として誕生した。初名は泰治。建部家と有馬家は縁戚関係を重ねており、最も近くは建部政周の姉妹（建部政宇の娘）が有馬氏倫（伊勢西条藩初代藩主、氏久の養父）の正室に入っている。
延享2年（1745年）4月22日、西条藩2代藩主・有馬氏久の養子となり、その娘・為子（正室所生の長女）を正室に迎えた。延享3年（1745年）6月15日に9代将軍・徳川家重に拝謁しているが、寛延2年（1749年）3月22日に廃嫡され、実家に戻っている。『寛政重修諸家譜』は「病により」と記している。
正室は離縁後、黒田直亨（上総国久留里藩2代藩主）に再嫁した。有馬家には光隆に代わって信濃国飯田藩堀家から氏恒が養子に迎えられた。